# Puig de les Civaderes
El Puig de les Civaderes és una muntanya de 1.448 metres que es troba entre els municipis de la Vall d'en Bas, a la comarca de la Garrotxa i de Vidrà, a la comarca d'Osona.